# ウィリアム・ウィリアムズ (グレイズ・インの第2代準男爵)
第2代準男爵サー・ウィリアム・ウィリアムズ（英語: Sir William Williams, 2nd Baronet、1665年頃 – 1740年10月20日）はウェールズの地主、トーリー党所属の政治家。

## 生涯
初代準男爵サー・ウィリアム・ウィリアムズとマーガレット・キフィン（Margaret Kyffin、1705年1月10日埋葬、ワトキン・キフィンの娘）の長男として、1665年頃に生まれた。1700年7月11日に父が死去すると、準男爵位を継承した。
1690年イングランド総選挙でデンビー選挙区から出馬して敗れた。この時点ではホイッグ党員とされたが、妻の親族にあたる第5代準男爵サー・ジョン・ウィンの影響を受けて、1702年までにはトーリー党に転向した。1708年イギリス総選挙で再びデンビー選挙区から出馬して当選を果たし、1710年にヘンリー・サシェヴェレルの弾劾に反対票を投じたが、同年の総選挙では再選を目指さなかった。おそらく病気が理由だと思われる。
地方の名士として、1695年から1696年までデンビーシャー州長官を、1704年から1705年までモンゴメリーシャー州長官を、1705年から1706年までメリオネスシャー州長官を、1706年から1707年までカーナーヴォンシャー州長官を務めた。
1740年10月20日に死去、長男ワトキンが準男爵位を継承した。

## 家族
1689年、ジェーン・セルウォール（Jane Thelwall、1665年12月25日 – 1706年、エドワード・セルウォールの娘）と結婚、4男2女をもうけた。
- シドニー（Sydney、1751年没） - 1713年4月7日、ジョン・ウィン（英語版）と結婚[4]
- ワトキン（1693年頃 – 1749年） - 第3代準男爵
- ロバート（1695年頃 – 1763年） - 庶民院議員、子供なし[5]
- リチャード（1699年頃 – 1759年） - 庶民院議員、子供あり[6]

その後、キャサリン・デイヴィース（Catharine Davies、ミットン・デイヴィースの娘）と再婚したが、2人の間に子供はいなかった。